# Castaways and Cutouts
Castaways and Cutouts è il primo album in studio del gruppo musicale rock statunitense The Decemberists, pubblicato nel 2002.

## Tracce
1. Leslie Anne Levine – 4:12
2. Here I Dreamt I Was an Architect – 4:31
3. July, July! – 2:51
4. A Cautionary Song – 3:08
5. Odalisque – 5:20
6. Cocoon – 6:48
7. Grace Cathedral Hill – 4:28
8. The Legionnaire's Lament – 4:44
9. Clementine – 4:07
10. California One/Youth and Beauty Brigade – 9:50